# Kitty Spencer
Pour les articles homonymes, voir Spencer.
Kitty Eleanor Spencer, née le 28 décembre 1990 à Londres, est un mannequin et une aristocrate britannique. Elle est la fille de Charles Spencer et de Victoria Lockwood, ainsi que la nièce de Diana, princesse de Galles.

## Biographie

### Famille
Kitty Spencer naît le 28 décembre 1990 à Londres. Elle est le premier enfant de Charles Spencer, 9e comte Spencer, et de Victoria Lockwood. Elle a deux sœurs cadettes, Eliza et Amelia, et un frère cadet, Louis, ainsi que trois demi-frères et sœurs cadets issus des deuxième et troisième mariages de son père ; elle a un autre demi-frère cadet du côté de sa mère. Elle est la nièce de Diana, princesse de Galles, ainsi que la cousine des princes William et Henry.

### Jeunesse
Kitty Spencer grandit au Cap en Afrique du Sud, où elle fréquente Reddam House, une école privée. Après le divorce de ses parents en 1997, elle partage son temps entre l'Angleterre avec son père et l'Afrique du Sud avec sa mère.

### Carrière
En 1992, à l'âge de 1 an, la petite Kitty pose avec sa mère sur la couverture du magazine Harper's Bazaar UK.
Elle fait ses débuts dans le mannequinat au Bal des Débutantes à Paris, en 2009.
En 2015, elle signe un contrat avec Storm Model Management et fait ses débuts professionnels dans le numéro de décembre de Tatler.
En septembre 2017, elle défile pour Dolce & Gabbana à la Fashion Week de Milan. Elle fait la couverture de juin 2017 de Hello! et la couverture de Vogue Japon. Elle défile pour Dolce & Gabbana lors de sa présentation de Noël chez Harrods. En 2018, Kitty Spencer est mannequin dans le catalogue printemps/été de Dolce & Gabbana. Au cours de la Fashion Week de Milan 2018, Kitty Spencer défile pour Dolce & Gabbana lors de la présentation « Secrets & Diamonds ». 
Bulgari annonce en mai 2018 que Kitty Spencer sera le nouveau visage de la marque.
Le 23 septembre 2018, elle défile à Milan pour la collection Dolce & Gabbana printemps 2019,.

### Vie privée
En janvier 2020, Kitty Spencer annonce ses fiançailles avec le millionnaire et homme d’affaires sud-africain Michael Lewis (né en 1959). Ils se marient le 24 juillet 2021 à la villa Aldobrandini à Rome,. Ils ont une fille, Athena, née le 29 avril 2023.

### Œuvres caritatives
Kitty Spencer est l'ambassadrice de Centrepoint, une association de bienfaisance qui aide les jeunes sans-abri,,,, et marraine de Give Us Time,.
En juin 2017, Kitty Spencer lève 140 000 $ pour la Elton John AIDS Foundation, puis participe à une collecte de fonds pour Save the Children.